# 库尔班·尼亚孜
库尔班·尼亚孜（1964年5月—），新疆乌什人，维吾尔族，中国共产党党员。中华人民共和国政治人物、第十三届全国人民代表大会新疆地区代表。乌什县依麻木镇国语小学创始人、现任校长。

## 生平
2018年2月24日，当选为第十三届全国人大代表。
2018年，被中华人民共和国国务院授予改革先锋称号，颁授改革先锋奖章。

## 言论
“只要文化通，就能思想通。让少数民族学生传承好中华优秀传统文化，我们的国家和民族就会越来越强盛。” ——全国人大代表、新疆乌什县前进镇小学校长库尔班·尼亚孜